# Осада Буды (1686)
Осада Буды в 1686 году (нем. Belagerung von Ofen) — операция войск Священной Римской империи, позволившая добиться перелома в ходе Великой турецкой войны.

## Подготовка
После неудачной осады Буды в 1684 стало ясно, что только планомерное наступление может обеспечить победу. Буда являлась ключом ко всей оборонительной системе Среднего Дуная и была окружена двойным кольцом крепостей. Важнейшими укреплениями внешней линии были Эршекуйвар, Эгер, Варад, Темешвар, Сигетвар, Канижа, внутренней — Штульвейссенбург, Гран (Эстергом) и Хатван. После взятия Эстергома (1683) и Эрешкуйвара (1685) путь на Буду был открыт, и в тылу имперской армии больше не было крупных вражеских крепостей. Тем не менее для взятия Буды одних императорских войск было недостаточно, так как гарнизоны прочих крепостей и османская полевая армия должны были прийти на помощь в случае осады.
К 1686 внешнеполитическая ситуация благоприятствовала дальнейшему наступлению. Рейхстаг одобрил предоставление императору «турецкой помощи» в размере 1 млн флоринов, и ещё на 1,7 млн предполагалось снарядить армию. В апреле Польша и Россия заключили «Вечный мир», и Москва также присоединилась к антитурецкой коалиции. Союзники оттянули на себя значительные турецкие силы, а также конницу крымского хана. В июне Австрия, Испания, Швеция, Бавария, Саксония и другие германские государства образовали Аугсбургскую лигу, направленную против Франции, что облегчило для императора подготовку к новой кампании. Людовик XIV проинформировал венский двор о том, что не будет предпринимать враждебных действий, пока Австрия воюет с турками. Бранденбургский курфюрст Фридрих Вильгельм, воодушевлённый победой имперцев под Эстергомом, направил на помощь кайзеру контингент под командованием Ганса Шёнинга.

## Начало кампании
6 июня имперская армия Карла Лотарингского выступила из Эстергома на Буду. Баварский курфюрст Макс Эммануэль, командовавший 22-тыс. корпусом сам претендовал на главное командование, а когда не получил его, вознамерился действовать самостоятельно и идти брать Штульвейссенбург. Гофкригсрат запретил ему это делать и приказал наступать на Буду, позволив идти отдельной колонной. Общая численность имперских сил достигала 75—80 тыс. человек, из них 20 тыс. венгров, хорватов и сербов, 30 тыс. собственно имперских войск, 3 тыс. франконцев Ганса фон Тюнгена, 8 тыс. бранденбуржцев Шёнинга, 6 тыс. швабов фон Дурбаха, 6 тыс. саксонцев и 8 тыс. баварцев.
Со всей Европы съехалось большое количество добровольцев. Представители знатнейших семей Германии, Франции, Англии, Испании и Италии прибыли, чтобы участвовать в военной операции, которая должна была стать «битвой столетия». В их числе были принц Карл Филипп Нейбургский, герцог Эктор Виллар, принц Александр Курляндский, принц Евгений Савойский. Король Яков II приказал своему внебрачному сыну, будущему маршалу Бервику, прервать учёбу в Париже и направляться в армию герцога Лотарингского.

## Будайская крепость

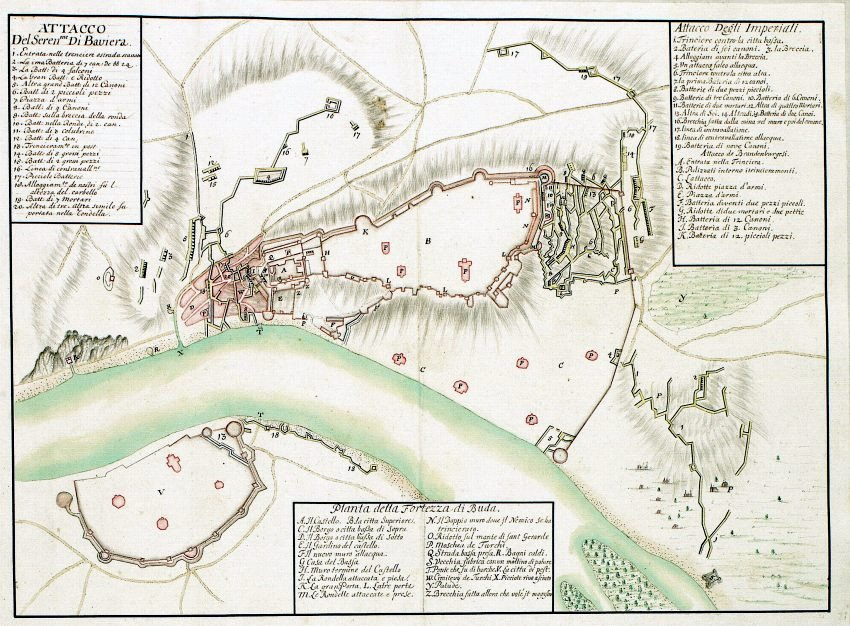
План Буды

Несмотря на своё стратегическое значение, крепость Буды не претерпела значительной модернизации со времени взятия османами в 1541. Однако её природное расположение создавало дополнительную защиту. Крепость находилась на высоком плато с крутыми восточным и западным склонами. С восточной стороны плато протекал Дунай, а между рекой и крепостью находился Нижний город, имевший систему внешних укреплений. Таким образом, прорваться к Верхней крепости с этих сторон было почти невозможно. В северной части, где находились Венские ворота, располагалась мощная Эстергомская башня и три ряда крепостных стен, пространство между которыми также было укреплено. Перед этими укреплениями находился ров глубиной 20 метров. На южной стороне плато находился обширный комплекс королевского дворца с несколькими стенами и лабиринтом изолированных внутренних дворов. Перед южным фасадом дворца стояла вторая Большая круглая башня — самое мощное оборонительное сооружение Буды.
Если бы у осаждённых было достаточно сил для того, чтобы оборонять весьма протяжённую линию укреплений, взятие Буды оказалось бы чрезвычайно сложной задачей. Будайский паша Абди Абдуррахман располагал всего 12 тыс. солдат. Мусульманское население города, опасавшееся, что в случае падения Буды победители не дадут ему пощады, принимало активное участие в обороне.

## Начало осады

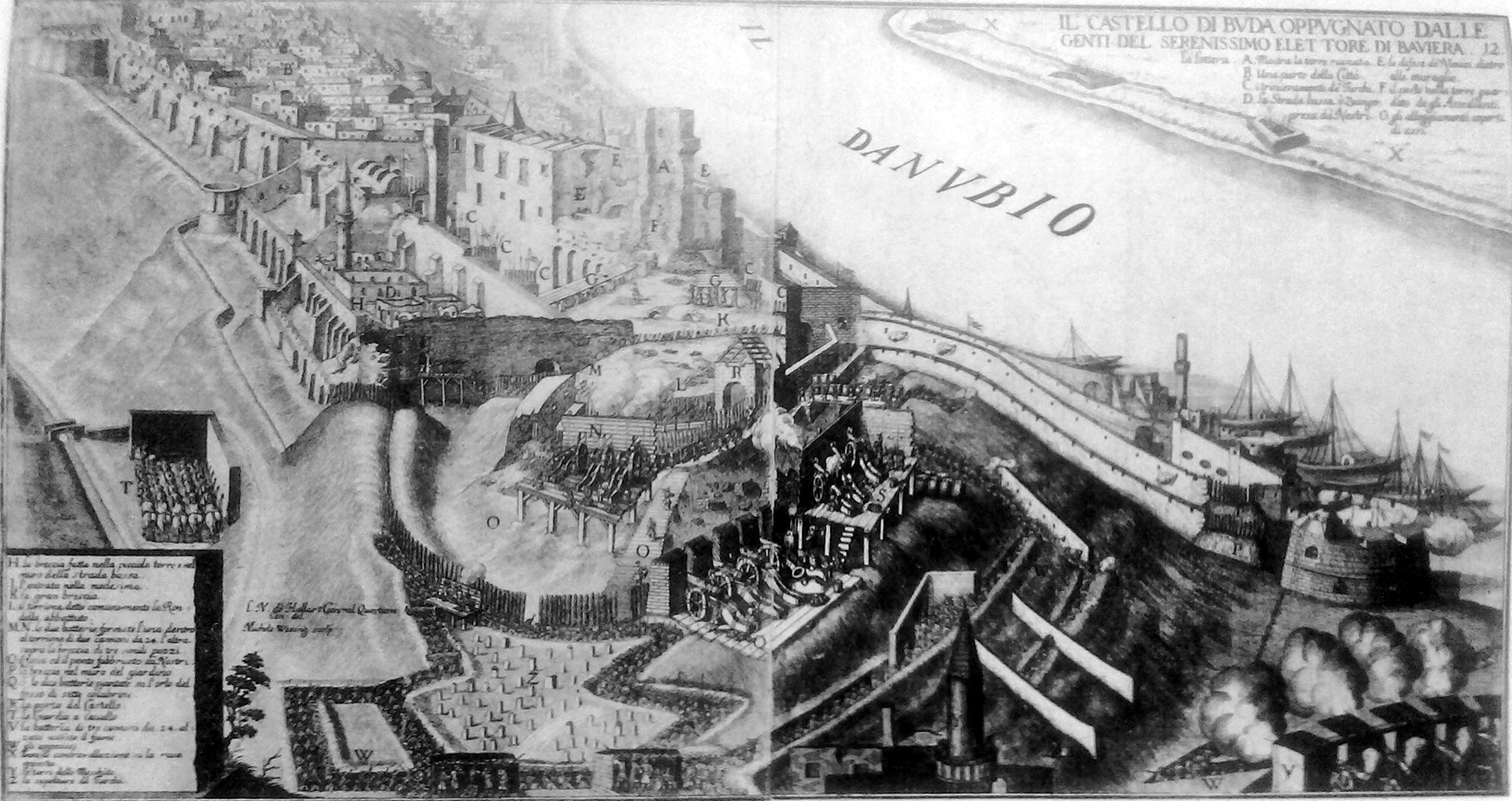
Михаэль Венинг. Буда в 1686 году

Летом 1686 венгерские отряды блокировали ближайшие к Буде крепости, а сам город был окружён со всех сторон. Непосредственно в осаде участвовало около 40 тыс. человек, остальные силы были направлены для создания заслона на юге (район Эсека) и востоке (Трансильвания). На северной стороне, напротив Венских ворот, встал Карл Лотарингский, на юге, против королевского дворца, курфюрст Баварский. Бранденбуржцы заняли позицию на берегу Дуная, напротив Нижнего города. На острове Святой Маргариты был расположен госпиталь, а на остров Чепель была направлена венгерская лёгкая кавалерия. Адам Баттяни захватил там гарем паши из 92 женщин. Они были проданы в лагере как военная добыча. Поскольку эти женщины были весьма красивы, за них удалось выручить примерно 200 тыс. дукатов. Осадной артиллерией, сыгравшей решающую роль во взятии города, командовали Антонио Гонсалес из Испанских Нидерландов и францисканский монах Пётр Габриель, специалист по изготовлению пороха. Войска Макса Эммануэля и маркграфа Людвига Баденского овладели горой Геллерт, расположенной напротив дворца, и с этой позиции их артиллерия начала обстрел турецких укреплений. Осаждающие отрыли три параллели, соединённые зигзагообразными траншеями. Обе стороны активно применяли минирование.
Через пять дней после открытия траншей имперцы под командованием принца Нейбургского и фельдмаршал-лейтенанта Шарля Луи де Суше штурмовали нижнюю часть города, обращённую к Вене, и овладели ею (24 июня). Затем швабы сумели продвинуться вперёд и заняли гору, названную в их честь Швабенбергом. 13 июля Карл Лотарингский на своём участке предпринял второй штурм: три колонны, под командованием Гвидо фон Штаремберга, графа Герберштейна и графа Ауэршперга, каждая численностью 3 тыс. человек, бросились на приступ, но наткнулись на упорную оборону и были отражены с большими потерями. Много командиров было ранено, а графы Герберштейн и Куфштейн убиты. Герцога обвиняли в излишней спешке и плохом обеспечении операции. 16 июля баварцы овладели сильно укреплённым рвом противолежащего бастиона; в этом бою погиб граф Фонтен с 35 добровольцами, а фельдмаршал-лейтенант граф д’Аспремон был тяжело ранен.

## Взрыв боеприпасов
22 июля калёное ядро попало в пороховой и гранатный склад, который турки устроили в королевском дворце. Раздался взрыв такой чудовищной силы, что Дунай вышел из берегов, в воздух поднялся колоссальный столб огня и такое облако дыма, что город даже через полчаса невозможно было увидеть. В крепости погибло, предположительно, около полутора тысяч человек; огромные камни перелетали через Дунай и падали в Пеште. Лагерь осаждающих также сильно пострадал. Восточная часть крепостной стены обрушилась на участке в 60 шагов. Рюдигер фон Штаремберг с риском для жизни переправился на пештскую сторону, чтобы выяснить, нельзя ли штурмовать город через образовавшуюся брешь. Это оказалось невозможным из-за крутизны склона.
После этого герцог Лотарингский направил паше требование сдачи. В ответ турки повесили на дереве перед Стамбульскими воротами головы саксонского капитана Лебеля и ста солдат, убитых во время вылазки.

## Штурм 27 июля
В конце июля стало известно, что армия великого визиря Сулейман-паши выступила из Белграда, перешла по эсекскому мосту, который не успели захватить имперские войска, и движется на помощь Буде. Христианскому командованию пришлось поторопиться с активными действиями.
27 июля состоялся первый общий штурм. Под командованием принца Нейбургского и Суше 6 тыс. человек штурмовали Венские ворота, четыре тысячи баварцев атаковали замок, и 2 тыс. венгров наступали в Нижнем городе со стороны реки. Турки взорвали на пути штурмующих четыре мины, войска понесли большие потери, подались назад и с трудом были остановлены Людвигом Баденским и принцем Евгением. Затем Рюдигер Штаремберг и Ганс Шёнинг лично повели солдат по телам убитых на штурм брешей. К концу дня удалось овладеть Большой круглой башней на юге и внешней крепостной стеной на севере. Этот успех стоил 3,5 тыс. солдат. Было убито и ранено более 200 офицеров, в том числе герцог де Круа, Тюнген, герцог де Эскалона, маркиз Валеро. Принц Курляндский умер от ран.
После окончания штурма паша ответил на ультиматум герцога Лотарингского, заявив, что крепость не будет сдана, и что последняя атака, как и предыдущие, была отражена благодаря чудесной помощи Пророка. Он предлагал австрийцам взамен Буды передать несколько крепостей. Гарнизон понёс значительные потери и сократился до 5 тыс., в городе не хватало продовольствия и началась дизентерия. Паша с трудом убеждал янычар держаться, обещая скорую помощь великого визиря.

## Наступление Сулейман-паши
В Стамбуле 10 тыс. мусульман во главе с султаном молились об избавлении от осады Буды, войны и чумы.
1 августа 80-тыс. армия великого визиря прибыла в Эрчи, в 4 милях от Буды. Герцог Лотарингский развернул войска на высотах, упираясь левым флангом в гору Блоксберг и Дунай, а правым — в болота. Турки заняли позицию между деревнями Промонториум и Биа, и 14 августа атаковали фланг императорской армии через высоты Буда-Эрс. Сначала их атака имела успех и имперцы начали отступать, но затем контратаковали и после жестокого боя отбросили османов, которые потеряли 3 тыс. янычар, 11 орудий и 30 знамён.
20 августа визирь предпринял новую попытку подать помощь крепости. Выступив ночью с двумя тысячами сипахов и таким же количеством конных янычар, он к утру достиг долины Святого Павла и смог перебросить в крепость 500 человек. Это не могло существенно улучшить положение осаждённых, и турки попытались пробиться к Буде, наступая вдоль Дуная. Там их встретили войска барона Асти, а барон Мерси с тремя драгунскими полками отрезал отступление. Пытаясь пробиться, турки отчаянно контратаковали, Мерси был убит, сам герцог Лотарингский подвергся опасности, но османский отряд был изрублен полностью.

## Взятие Буды
В конце августа к Буде подошли войска Антонио Карафы (10 тыс.), отозванные из Верхней Венгрии, и Фридриха Шерфенберга — из Трансильвании (12 тыс.) К этому времени осадная артиллерия настолько разбила стены, что во многих местах на них не держались пушки. Прежде чем снова атаковать крепость, герцог Лотарингский ещё раз предложил осаждённым сдаться. Капитуляция, однако, была невозможна, так как султан приказал муфтию объявить фетву, которую визирь передал гарнизону:

Оборона Буды, ключа к Османской империи, это религиозный долг, ради которого должно пожертвовать жизнью.— Hammer-Purgstall, S. 474.
Гарнизон приготовился к смерти.

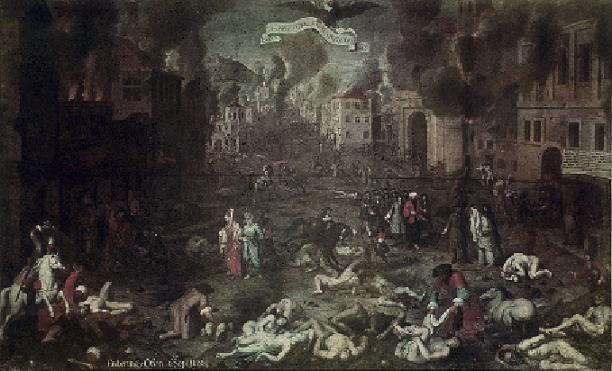
Шарль Эрбель. Штурм Офена. 1701

2 сентября в 6 часов утра 6 пушечных выстрелов дали знак к общему штурму, происходившему на глазах османской полевой армии, которая не могла прорваться к городу. Не дожидаясь окончания сражения, визирь увёл войска на юг. Турки сопротивлялись отчаянно. Барон Асти, возглавивший атаку добровольцев, погиб. Первым на стену взобрался венгерский полковник Петнехази, один из куруцев, перешедших на сторону австрийцев, после чего начался уличный бой. Абдуррахман и его лучшие воины обороняли брешь у Венских ворот и все там погибли. В пять часов пополудни Буда пала. Уцелевшие защитники Верхней крепости выбросили белые флаги, но ярость победителей уже было не унять. Баварские войска, понёсшие наибольшие потери в предыдущем штурме, первыми ворвались в цитадель и рубили всех, кто попадался на пути, не пощадив никого.

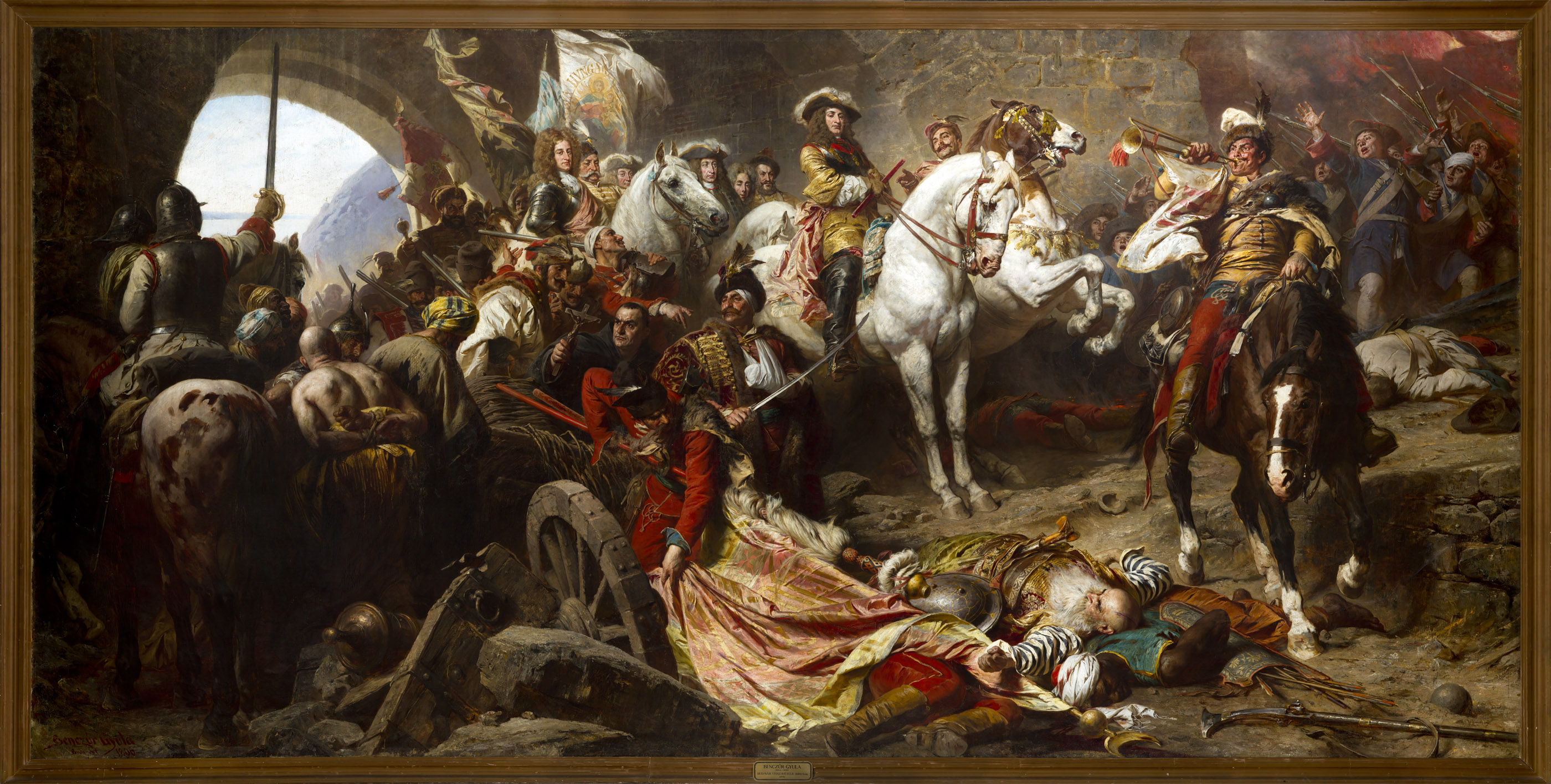
Дьюла Бенцур. Освобождение Будайского замка в 1686. (1896)

В плен было взято около 3 тыс. человек, среди них много женщин и детей. Всю ночь солдаты грабили город, без разбора убивая мусульман, христиан и иудеев. Значительное число евреев пыталось бежать на лодках по Дунаю, но их схватили у водяной башни и удушили, а имущество взяли как добычу. Другие сумели откупиться. Большое число соплеменников спас венский банкир Самуэль Оппенгеймер, заплативший большой выкуп. На улицах остались лежать 4 тысячи трупов, а пленных отправили вместе с прочей добычей императору в Вену. Их было решено использовать для обмена и получения выкупа. Мародёры подожгли город, и он пылал несколько дней. В огне пострадала знаменитая Корвиновская библиотека. Чтобы оправдаться за бессмысленное разрушение города, был пущен слух, что виновником поджога был турецкий паша, которого за это предали смерти.

## Торжества

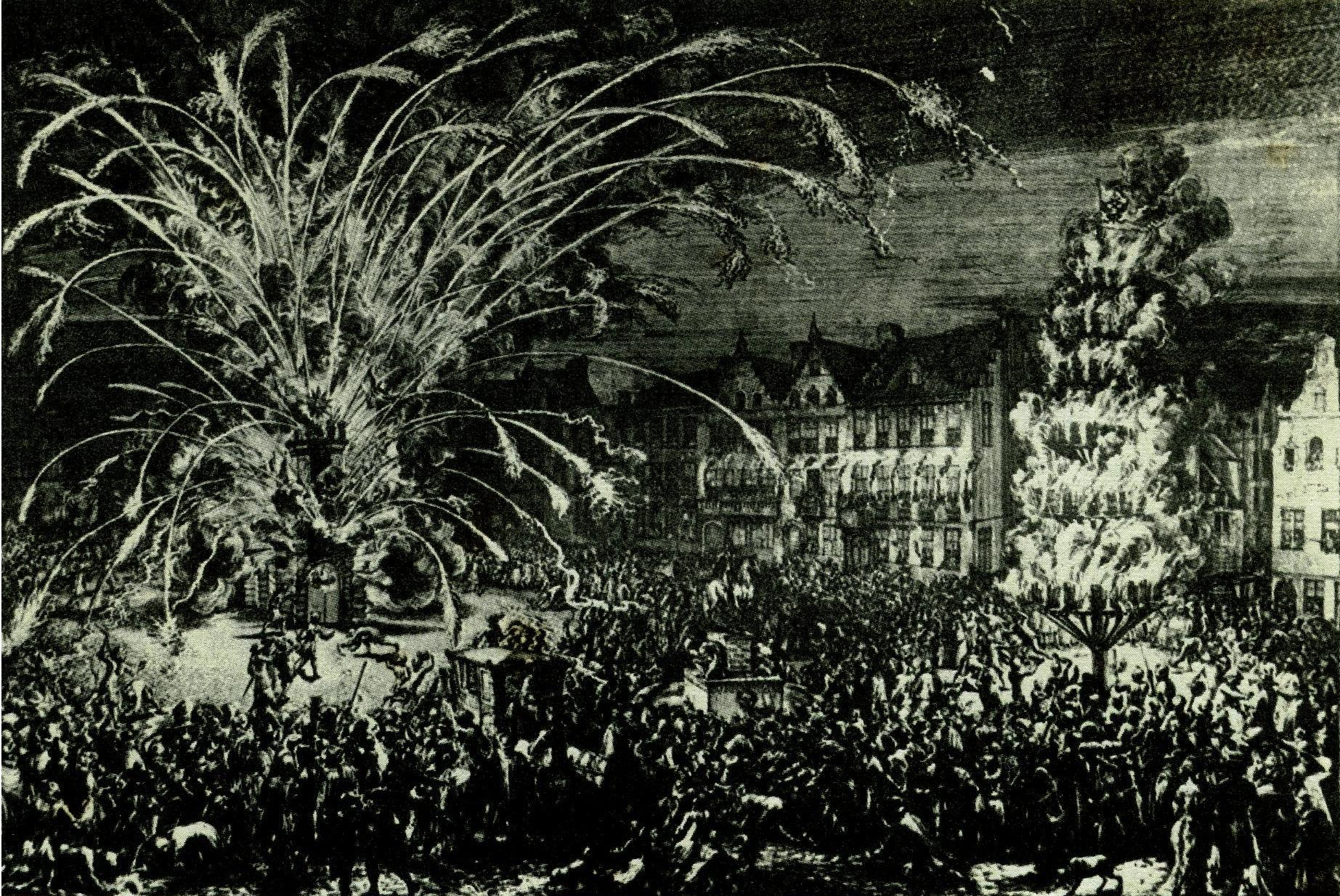
Фейерверк в Брюсселе в честь освобождения Буды

В лагере курфюрста в присутствии герцога Лотарингского под залпы всех орудий отслужили торжественную мессу «во славу Господа Бога и германского оружия». Когда известие о победе распространилось по европейским столицам, повсюду, от Лиссабона до Варшавы и от Лондона до Неаполя были устроены торжества, народные гуляния и фейерверки. Самое пышное празднество было устроено в Вене под гром 300 орудийных залпов. Крупные победы над турками бывали и раньше, но даже знаменитая Венская битва была всего лишь успешным оборонительным сражением. Впервые зверя удалось поразить в его логове, и христианский мир смог перейти в контрнаступление.

## Итоги
В течение 150 лет Буда была щитом Османской империи и базой для действий турецких войск на Среднем Дунае. Её падение позволяло освободить Венгрию и открывало дорогу на Белград и Темешвар. Хофкригсрат направил Карла Лотарингского преследовать отступавшего к Эсеку великого визиря, а две другие армии были посланы для взятия Печа и Сегеда. На данном этапе войны ставилась задача очистить от османов правый берег Дуная до Дравы и Тисы. Затем предполагалось отрезать коммуникации основных османских крепостей в Венгрии — Эгера, Штульвейссенбурга, Сигетвара и Канижи. Уже к концу октября были взяты Печ, Шиклош, Капошвар и Сегед. В руках османов остались незначительные территории за Дунаем.